# York Cottage
York Cottage è una  case di campagna nella tenuta di Sandringham House a Norfolk, in Inghilterra.

## Storia
Il cottage era originariamente chiamato Bachelor's Cottage e costruito come residenza per Sandringham House.
Nel 1893, fu donato dal futuro re Edoardo VII, allora principe di Galles, come regalo di nozze a suo figlio il principe Giorgio, il duca di York (in seguito re Giorgio V), che visse lì con sua moglie, la futura regina Maria, dopo il loro matrimonio. La coppia visse lì per 33 anni fino alla morte della regina Alessandra nel 1925; nacquero i loro cinque figli più piccoli.
Georgio V adorava lo York Cottage, lo ha arredato lui stesso con mobili acquistati dal negozio di mobili Maple & Co..
Oggi, York Cottage è l'ufficio della tenuta di Sandringham; occupano parte dell'edificio anche alloggi per vacanze e appartamenti per dipendenti della tenuta.